# Terciarão

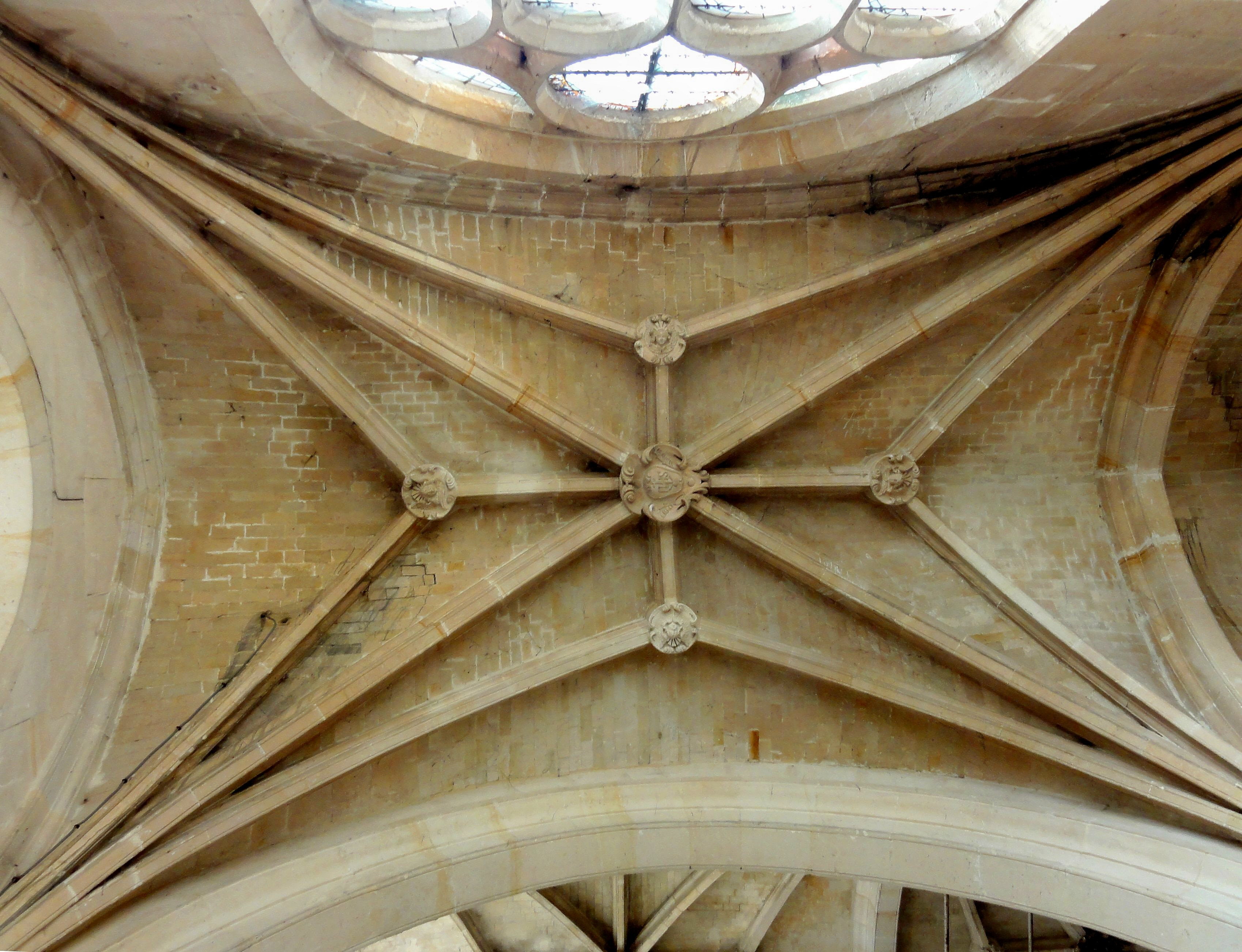
A forma mais simples de abóbada em liernes e terciarões: os oito terciarões estendem-se dos quatro
medalhões às quatro extremidades da abóbada.

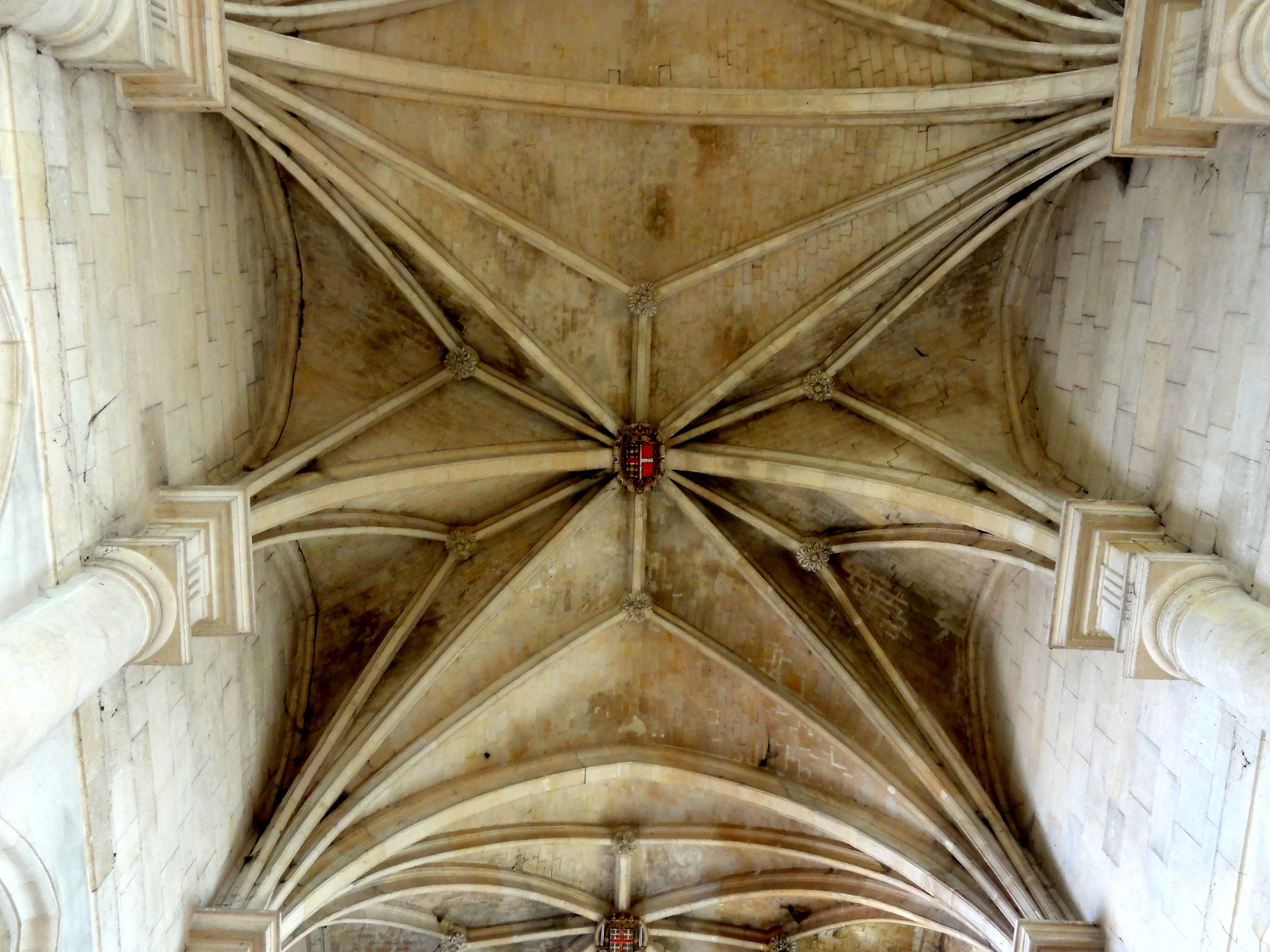
Abóbada sexpartida com terciarões e liernes

Terciarão é um arco intermédio das abóbadas em cruzaria (derivadas das abóbadas de arestas), que arranca do ábaco do capitel que sustenta a abóbada.